# Lizardo Garrido
Lizardo Antonio Garrido Bustamante (Santiago, 1957. augusztus 25. – ) chilei válogatott labdarúgó.

## Pályafutása

### Klubcsapatban
Pályafutását 1975-ben a Colo-Coloban kezdte és 1977-ben a Colchaguában folytatta. 1978-ban a Trasandino de Los Andes, 1979-ben a Colchagua csapatában játszott. 1980 és 1992 között a Colo-Colo játékosa volt, melynek színeiben hét alkalommal (1981, 1983, 1986, 1989, 1990, 1991) nyerte meg a chilei bajnokságot. 1991-ben a Libertadores-kupát és a Copa Interamericanát, 1992-ben a Recopa Sudamericanát nyerte meg csapatával. 1993 és 1994 között Mexikóban a Santos Lagunában játszott.  

### A válogatottban
1981 és 1991 között 44 alkalommal szerepelt a chilei válogatottban. Részt vett és az 1982-es világbajnokságon, ahol az Ausztria és az NSZK elleni csoportmérkőzésen kezdőként lépett pályára. Algéria ellen nem kapott lehetőséget. Tagja volt az 1991-es Copa Américán szereplő válogatott keretének is.

## Sikerei
Colo-Colo
- Chilei bajnok (6): 1981, 1983, 1986, 1989, 1990, 1991
- Copa Libertadores (1): 1991
- Copa Interamericana (1): 1991
- Recopa Sudamericana (1): 1992